# Lynne Marie Stewart
Lynne Marie Stewart (Lynwood, California; 14 de diciembre de 1946-Los Ángeles, California; 21 de febrero de 2025) fue una actriz estadounidense que participó en varias Serie de televisión y películas. Conocida por su actuación como Miss Yvonne, "la mujer más hermosa de Puppet Land", interpretó por primera vez al personaje en el espectáculo teatral The Pee-wee Herman Show de 1981 y posteriormente en el programa de televisión de la CBS Pee-wee's Playhouse. También interpretó a Bonnie Kelly en la serie It's Always Sunny in Philadelphia.

## Vida personal y fallecimiento
Nunca se casó ni tuvo hijos. Junto con Paul Reubens, fue voluntaria en la Fundación Make-A-Wish, donde numerosas veces interpretaron a sus icónicos personajes Miss Yvonne y Pee-Wee para brindar felicidad a niños desahuciados. Mantuvieron una larga amistad que culminó con la muerte de Reubens en 2023.
Lynne Marie Stewart murió en Los Ángeles el 21 de febrero de 2025 a los 78 años de edad, tras padecer un agresivo cáncer de hígado con ramificaciones en la vesícula biliar.

## Apariciones en televisión
| Año  | Película/Serie                                                                                      |
| 1968 | - Hawaii Five-O (1968)                                                                              |
| 1973 | - Your Three Minutes Are Up - American Graffiti                                                     |
| 1975 | - The Jeffersons (Double Trouble)                                                                   |
| 1976 | - Laverne & Shirley - Quincy, M.E.                                                                  |
| 1978 | - Husbands, Wives & Lovers                                                                          |
| 1980 | - The Last Couple in America                                                                        |
| 1982 | - Young Doctors in Love - Remington Steele                                                          |
| 1983 | - M.A.S.H.                                                                                          |
| 1984 | - The Duck Factory                                                                                  |
| 1985 | - The Golden Girls                                                                                  |
| 1986 | - Children of a Lesser God - Jumpin' Jack Flash - Pee-wee's Playhouse                               |
| 1987 | - Summer School                                                                                     |
| 1988 | - A Pup Named Scooby-Doo (varias voces)                                                             |
| 1991 | - Empty Nest                                                                                        |
| 1992 | - Batman: The Animated Series                                                                       |
| 1993 | - Reasonable Doubts - Family Dog - Pup Named Scooby-Doo                                             |
| 1994 | - Herman's Head - Clear and Present Danger - Ring of the Musketeers - Cindy Williams Comedy Special |
| 1995 | - Night Stand with Dick Dietrick                                                                    |
| 1996 | - Dunston Checks in - Here Come the Munsters - Spin City - Suddenly Susan                           |
| 1997 | - After Jimmy - Alright Already                                                                     |
| 1998 | - Disney's One Saturday Morning - Working - Hiller and Diller - Caroline in the City                |
| 1999 | - Brian Benben Show - Guinevere - Lansky - Piratas de Silicon Valley                                |
| 2000 | - American Daughter - Disney's One Saturday Morning on Friday Night                                 |
| 2001 | - According to Jim                                                                                  |
| 2002 | - Son of the Beach                                                                                  |
| 2003 | - Tracey Ullman in the Tráiler Tales - Arrested Development                                         |
| 2004 | - Meet the Fuckers                                                                                  |
| 2005 | - It's Always Sunny in Philadelphia - The Bad Girl's Guide - Grey's Anatomy                         |
| 2006 | - Where There's a Will - Barnyard: The Original Party Animals - Rent Control                        |
| 2007 | - American Body Shop                                                                                |
| 2011 | - Pee-wee Herman Show on Brodway - Bridesmaids - 2 Broke Girls - Austin & Ally                      |